# Art Official Intelligence: Mosaic Thump
Pour les articles homonymes, voir Thump.
Albums de De La Soul
Stakes Is High
(1996) AOI: Bionix
(2001)
Singles
1. Oooh.
Sortie : 2000
2. Thru Ya City
Sortie : 2001
3. All Good?
Sortie : 2000

Art Official Intelligence: Mosaic Thump est le cinquième album studio de De La Soul, sorti le 8 août 2000.
L'album s'est classé 3e au Top R&B/Hip-Hop Albums, 9e au Billboard 200, 14e au Top Independent Albums et 20e au Top Internet Albums.

## Liste des titres
| No  | Titre                                                                                    | Contient un (des) sample(s) de | Durée |
| --- | ---------------------------------------------------------------------------------------- | --- | ----- |
| 1.  | Spitkicker.com/Say R. (featuring Chauncey Mason et Hope Wilson – Produit par De La Soul) | | 1:19  |
| 2.  | U Can Do (Life) (featuring Supa Dav West – Produit par Supa Dav West)                    | Le Freak de Chic | 4:23  |
| 3.  | My Writes (featuring Tash, J-Ro et Xzibit – Produit par Ad Lib et De La Soul)            | | 5:29  |
| 4.  | Oooh. (featuring Redman et Pharoahe Monch – Produit par De La Soul)                      | The Greatest Love de Lee Dorsey Blow Your Head de Fred Wesley & The J.B.'s The Human Fly de Lalo Schifrin It's Just Begun du Jimmy Castor Bunch Rockin' It des Fearless Four Can I Kick It? de A Tribe Called Quest Don't Scandalize Mine de Sugar Bear Together Forever (Krush-Groove 4) (Live at Hollis Park '84) de Run–D.M.C. | 5:24  |
| 5.  | Thru Ya City (featuring D.V. Alias Khrist)                                               | Summer in the City de The Lovin' Spoonful Come With Me (To My Island) de Cheri | 3:29  |
| 6.  | I.C. Y'All (featuring Busta Rhymes – Produit par Rockwilder)                             | Galaxy de War | 3:21  |
| 7.  | View (Produit par De La Soul)                                                            | Ode to Billie Joe de Lou Donaldson | 4:18  |
| 8.  | Set The Mood (featuring Indeed – Produit par Mr. Khalyl)                                 | 25th of Last December de Roberta Flack | 4:23  |
| 9.  | All Good? (featuring Chaka Khan – Produit par De La Soul)                                | All Good de Mato Back With V.I.C. de Kurious | 4:59  |
| 10. | Declaration (Produit par De La Soul)                                                     | We Want to Parrty, Parrty, Parrty de Lyn Collins Don't See Us des Roots featuring Dice Raw Never Seen Before d'EPMD Hoodlum de Mobb Deep featuring Big Noyd et Rakim Tru Master de Pete Rock featuring Inspectah Deck et Kurupt                                                                                                   | 2:56  |
| 11. | Squat! (featuring Mike D et Ad-Rock – Produit par De La Soul)                            | | 4:14  |
| 12. | Words from the Chief Rocker (featuring Busy Bee Starski – Produit par De La Soul)        | Down by Law de Fab 5 Freddy | 1:01  |
| 13. | With Me (Produit par De La Soul)                                                         | After the Dance de Marvin Gaye | 4:50  |
| 14. | Copa (Cabanga) (Produit par Supa Dav West)                                               | | 4:06  |
| 15. | Foolin' (Produit par De La Soul et Deaf 2 U Inc.)                                        | If I Ever Lose This Heaven de Quincy Jones featuring Minnie Riperton, Leon Ware et Al Jarreau | 4:22  |
| 16. | The Art of Getting Jumped (Produit par De La Soul)                                       | Jump to It d'Aretha Franklin A Dor É Curta E O Nome Comprido d'Odair Cabeça De Poeta et Grupo Capote Rock Creek Park des Blackbyrds I Got to Have It d'Ed O.G. & Da Bulldogs Go Stetsa I de Stetsasonic | 3:48  |
| 17. | U Don't Wanna B.D.S. (featuring Freddie Foxxx – Produit par De La Soul)                  | | 4:13  |